# Roberta Knie
Roberta J. Knie (New Cordell, Oklahoma, EUA, 13 de març de 1938 - Drexel Hill, Pennsilvània, 16 de març de 2017) fou una soprano dramàtica estatunidenca que va tenir una carrera d'òpera prominent en els Estats Units i en Europa des de la meitat de la dècada del 1960 fins als primers anys de la dècada del 1980. Posseint un fort i clar timbre, Knie fou particularment reconeguda per les seves interpretacions de les òperes de Richard Wagner.

## Carrera
Roberta Knie va estudiar en la Universitat d'Oklahoma tenint com a professores a Elisabeth Parham, Judy Bounds Coleman i la famosa soprano Eva Turner. Es va traslladar a Alemanya per ampliar estudis amb Max Lorenz per un breu període, abans de fer el seu debut operístic professional en 1964 al Teatre Hagen fent el paper d'Elisabeth de Tannhäuser de Richard Wagner. Va ser contractada en 1966 pel teatre Stadttheater Freiburg de Baden-Württemberg, on va actuar durant tres anys.
En 1969 va set contractada per l'Òpera de Graz, interpretant en aquest teatre, al llarg de tres anys, papers com ara Leonora de Fidelio de Beethoven i els papers principals de Salome de Richard Strauss i Tosca de Puccini. A partir de 1972-73 va cantar a l'Òpera de Colònia i al Opernhaus de Zúric. L'any 1974 va ser un any molt important en la carrera de Roberta Knie, quan va substituir en l'últim moment una cantant en el paper de Brünnhilde en Der Ring des Nibelungen de Wagner al Festival de Bayreuth. La seva actuació va ser aplaudida per l'audiència i per la crítica, augmentant considerablement el seu perfil com a cantant d'òpera i propiciant la seva contractació per teatres d'òpera importants en els anys següents. També en 1974 va cantar el Der Ring des Nibelungen un altre cop a l'Òpera Nacional de Lió i va aparèixer al Teatro San Carlo de Nàpols.
El desembre de 1975, Knie va fer el seu debut operístic als Estats Units d'Amèrica a l'Òpera Cívica de Dallas, com Isolde en Tristan und Isolde de Wagner. L'any següent va tornar al Festival de Bayreuth per cantar Der Ring un altre cop. Va fer el seu debut en 1976 amb l'Òpera de San Francisco, com Brünnhilde en Die Walküre de Wagner sota la direcció d'Otmar Suitner, i va fer el debut al Metropolitan Opera de Nova York en el paper de Chrysothemis d'Elektra de Strauss sota la direcció del director alemany Heinrich Hollreiser.
Al llarg dels següents anys va cantar els rols principals de nombroses òperes a teatres d'òpera capdavanters del món, incloent-hi l'Òpera de l'Estat de Viena, Òpera Estatal d'Hamburg, Òpera Estatal Bavaresa, Staatstheater de Stuttgart, Deutsche Oper Berlín, Nationaltheater Mannheim, Opéra Nacional du Rhin, La Monnaie de Brussel·les, Teatre Regio de Parma, Teatro Nacional de São Carlos de Lisboa, l'Òpera Nacional Gal·lesa, l'Òpera Reial Sueca, Òpera de Mont-real, el Teatro Colón de Buenos Aires, el Gran Teatre del Liceu de Barcelona i l'Òpera Lírica de Chicago. Al Metropolitan de Nova York va tornar nonmés un cop més, per fer el paper de Isolde a la producció de Tristan und Isolde del febrer de 1981, sota la direcció de James Levine.
A Barcelona va actuar al Palau de la Música Catalana, en una producció de concert del Tristan und Isolde, els dies 17 i 19 de febrer de 1979, juntament amb Jon Vickers, Josephine Veasy, Kurt Moll i altres, sota la direcció de Franz-Paul Decker que dirigia l'Orquestra Ciutat de Barcelona, amb la col·laboració de la Coral Sant Jordi i de la coral Antics Escolans de Montserrat. Al Gran Teatre del Liceu va interpretar Salome de Strauss el febrer-març de 1982, amb Karl-Walter Böhm, Márta Szirmai, Rosa Maria Ysàs, Cecília Fondevila i altres, sota la direcció de Charles Vanderzand. El seu nom va aparèixer anunciat per a la producció del Liceu de Die Walküre de gener-febrer de 1983, però per malaltia va haver de ser substituïda per la sueca soprano Berit Lindholm.
En 1976 Roberta Knie va abandonar abruptament una producció de Der Ring del Festival de Bayreuth després d'uns enfrontaments amb el productor Patrice Chéreau i de la reacció en contra de l'audiència a la idea, aleshores polèmica, de situar l'acció de l'òpera durant la Revolució Industrial.
Roberta Knie va ser promoguda al Saló de la Fama d'Oklahoma en 1982.
Tot i que es força coneguda pels seus papers wagnerians, Knie va treballar altres obres del repertori de soprano dramàtica. Les seves interpretacions més ben rebudes inclouen Senta de Der fliegende Holländer, Elsa en Lohengrin, Sieglinde i diverses valquíries en Die Walküre, Donna Anna de Don Giovanni de Mozart, Elettra en Idomeneo de Mozart, la Mariscala en Der Rosenkavalier de Strauss, Lisa en La dama de piques de Txaikowski i Leonora en La forza del destino i en Il trovatore, entre altres papers.
La seva carrera es va veure interrompuda per malaltia en diverses ocasions: per pneumònia vírica entre 1981 a 1984, per un despreniment de retina en 1991, any de la seva retirada dels escenaris, i per càncer de còlon en 2000. Va morir el 16 de març de 2017, tres dies després del seu 79è aniversari. En el moment de la seva mort estava casada amb la directora d'escena Deborah Anne Karner (1967-).